# Escut del Puig de Santa Maria
L'escut del Puig de Santa Maria és un símbol representatiu oficial del Puig de Santa Maria, municipi del País Valencià, a la comarca de l'Horta Nord. Té el següent blasonament:
| « | Escut quadrilong de punta redona. En camper d'atzur, tres monts d'or somats d'un castell del mateix metall, maçonat i aclarit de sable i surmontat d'un estel d'argent. En cap, en camper d'or, quatre pals de gules. Al timbre, corona reial oberta, segons la tradició del Regne de València. | » |

## Història
L'escut fou aprovat per Resolució de 16 de desembre de 2022. Es tracta del mateix disseny proposat pel Consell Tècnic d'Heràldica i Vexil·lologia de la Generalitat el 28 de maig de 2021.
Abans, l'Ajuntament utilitzà un escut, aprovat pel Ple de l'Ajuntament de 29 de setembre de 1989, però que no arribà a oficialitzar-se, amb el següent blasonament:
| « | Escut heràldic de la vila en el disseny del qual s'inclou tres monts en camp d'atzur, la del mig somada per un castell, surmontat d'una estel d'argent, en el centre superior del camp i més amunt els escuts d'armes dels antics senyors del lloc, els Entença i la Ciutat de València. | » |

La Conselleria d'Administracions Públiques de la Generalitat Valenciana va denegar l'oficialització en resolució del 4 de novembre de 1994, tot adduint que la representació del castell i dels monts era un esquema paisatgístic sense forma heràldica, la contradicció de la representació simultània de la jurisdicció senyorial i la real, i l'inadmissibilitat de càrrega d'escuts amb tantes figures.